# Soom T
Soom T est le nom de scène de Sumati Bhardwaj, une MC de ragga, allant du rap au punk rock, incluant des aspects pop et groove.

## Biographie
Soom T est originaire d'une famille de Glasgow en Écosse. De mère sage-femme et de père commerçant, elle est la quatrième fille dans une fratrie de sept. À 12 ans, elle part vivre en Inde où elle reste un an. Son frère, qui joue dans un groupe de crossover thrash, lui fait découvrir Cypress Hill, Body Count, Rage Against the Machine, Pantera ou Tupac Shakur. Top of the Pops l'introduit à Tori Amos, Björk, Blur, Des'ree ou the Lighthouse Family, en plus de la musique indienne. Elle est aussi influencée par Queen. À 15 ans, elle quitte sa famille et après avoir milité politiquement à travers le Y Network, elle décide d'utiliser la musique pour faire passer ses idées et à 17 ans, elle commence à rapper dans un club de Glasgow. Après quelques mois, elle reçoit 50 livres (monnaie locale) et envisage de faire son métier de la musique. À 23 ans, elle collabore avec The Orb et développe son groupe de hip-hop/electro Soom-T & The Monkeytribe, jusqu’à ses 25 ans. Elle obtient un diplôme national dans les Communications & Médias et débute dans le journalisme puis fonde son propre label, Renegade Masters.
En 2022, elle collabore avec le producteur Gaudi pour 2 chansons incluses dans son album Good. 
Après une quinzaine d'années d'activités, elle sort son premier album en 2015, Free as a Bird.
Mais elle a aussi été très active sur la scène reggae/dub ces dernières années[Quand ?]. Un album en collaboration avec Disrupt (Jahtari) et de multiples titres avec Mungo's HiFi et d'autres.

## Discographie

### Albums
| Titre                                   | Année | Charts |
| Titre                                   | Année | FRA    |
| --------------------------------------- | ----- | ------ |
| Ode to a Karrot                         | 2010  |        |
| Free as a Bird                          | 2015  | 122    |
| Born Again                              | 2018  |        |
| The Arch                                | 2020  |        |
| Victory                                 | 2021  |        |
| Good                                    | 2022  |        |
| The Louder The Better                   | 2023  |        |
| Free the Hard Way EP 1 (w/ Krak In Dub) | 2024  |        |
| Vision (w/ Manudigital)                 | 2025  |        |

### Singles
| Titre                                | Year | Charts | Charts | Charts    | Album                 |
| Titre                                | Year | FRA    | UK     | BEL (Wal) | Album                 |
| ------------------------------------ | ---- | ------ | ------ | --------- | --------------------- |
| "Take a Walk" (featuring Tom Fire)   | 2015 | 87     | —      | —         | Free as a Bird        |
| "Broken Robots"                      | 2015 | 151    | —      | 96*[A]    | Free as a Bird        |
| "Path of the Wanderer" (Maxi Single) | 2023 |        |        |           | The Louder The Better |
| "Fly My Bird" (Maxi Single)          | 2023 |        |        |           | The Louder The Better |